# Lachmannov test
Lachmannov test je medicinski test kojime se ispituje prednja ukrižena sveza (lat. ligamentum cruciatum anterius) u zglobu koljena kod osoba kod kojih postoji sumnja na puknuće sveze. Naziv je dobio po američkom ortopedu John Lachmanu. 

## Test
Test se izvodi dok ispitanik leži leđima na krevetu, a ispitivano koljeno mu je savijeno (flektirano) otprilike 20 – 30 stupnjeva. Ispitivač postavlja jednu ruku na stražnju stranu potkoljenice, a drugu na natkoljenicu. Ispitivačev palac, ruke koje je postavljena na potkoljenicu, postavljen je na hrapavost (lat.tuberositas) goljenične kosti (lat.tibia). Kada ispitivač povlači potkoljenicu prema naprijed očuvana prednja ukrižena sveza trebala bi spriječiti klizanje (translacija) goljenične kosti prema naprijed. Prilikom izvođenja testa da prekida klizanja dolazi naglo ako je sveza očuvana (firm end point).
Prednja translacija udružena s mekim ili elastičnim prekidom klizanja (soft end point) označava pozitivan rezultat testa, tj puknuće sveze. Pomak potkoljenice prema naprijed veći od 2 mm u odnosu na zdravo koljeno, također sugerira puknuće prednje ukrižene sveze, kao i u ukupno klizenje potkoljenice veće od 10 mm. 
Test se može izvoditi i pomoću posebnih instrumenata (KT-1000), kako bi se objektivno, u milimetrima utvrdio pomak.

## Poveznice
- Znak ladice